# Fall Gil Ofarim

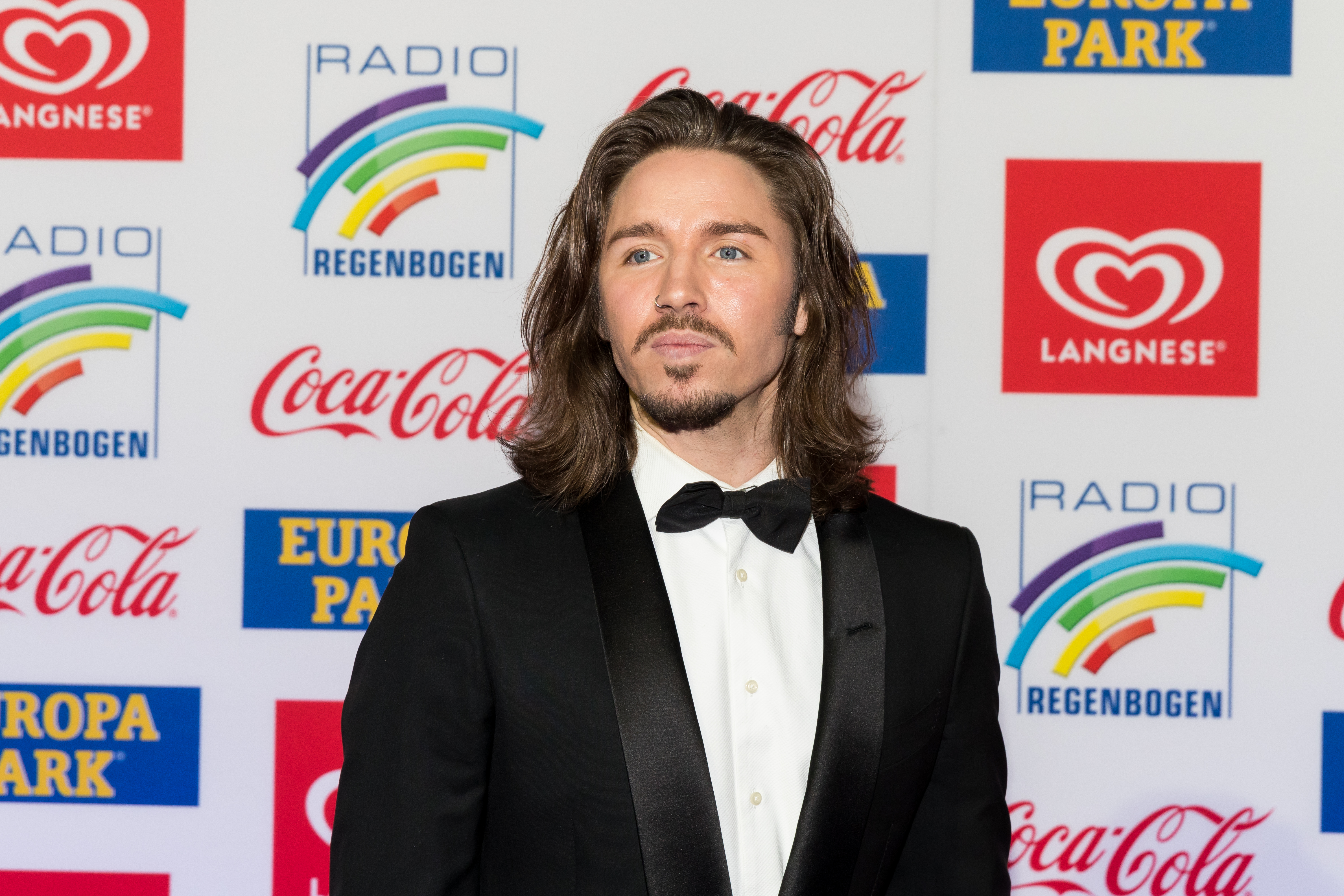
Sänger und Schauspieler Gil Ofarim im Jahr 2018

Im Fall Gil Ofarim geht es um eine Falschbeschuldigung  des Sängers Gil Ofarim im Oktober 2021 gegenüber einem Leipziger Hotelmitarbeiter. Gil Ofarim, der jüdischen Glaubens ist, hatte sich im Hotel The Westin ungerecht behandelt gefühlt und ein Video veröffentlicht, in dem er dem Mitarbeiter vorwarf, sich antisemitisch geäußert zu haben. Teile der Bevölkerung solidarisierten sich daraufhin mit Ofarim, während der Mitarbeiter die Vorwürfe abstritt.
Zweifel an Ofarims Darstellung kamen noch im selben Monat auf, als Aufnahmen von Überwachungskameras untersucht wurden. Ofarim hatte behauptet, wegen seiner Kette mit einem Davidstern kein Zimmer bekommen zu haben. Die Kette war auf den Aufnahmen allerdings nicht zu sehen.
Schließlich kam es zu einem Prozess vor dem Landgericht Leipzig, da mittlerweile der Hotelmitarbeiter Anzeige gegen Ofarim erstattet hatte. Ofarim wurden Verleumdung und falsche Behauptungen vorgeworfen. Am sechsten Prozesstag (28. November 2023) sagte er, dass seine Behauptungen nicht der Wahrheit entsprachen und dass er sich entschuldige. Das Verfahren wurde gegen eine Auflage eingestellt.
Ofarims Beschuldigung sowie der Verlauf des Skandals lösten in der deutschen Öffentlichkeit weite Anteilnahme aus. Thematisiert wurde die Frage, ob und auf welche Weise die Zivilgesellschaft Solidarität gegen behauptete Diskriminierung zeigen solle und wie man Vorverurteilungen vermeidet, die in den sozialen Medien eine unkontrollierbare Dynamik entfalten können. Der Hotelmitarbeiter litt unter der falschen Anschuldigung und ihren Folgen erheblich.

## Ereignisse im Oktober 2021

### Sichtbarkeit des Davidsterns

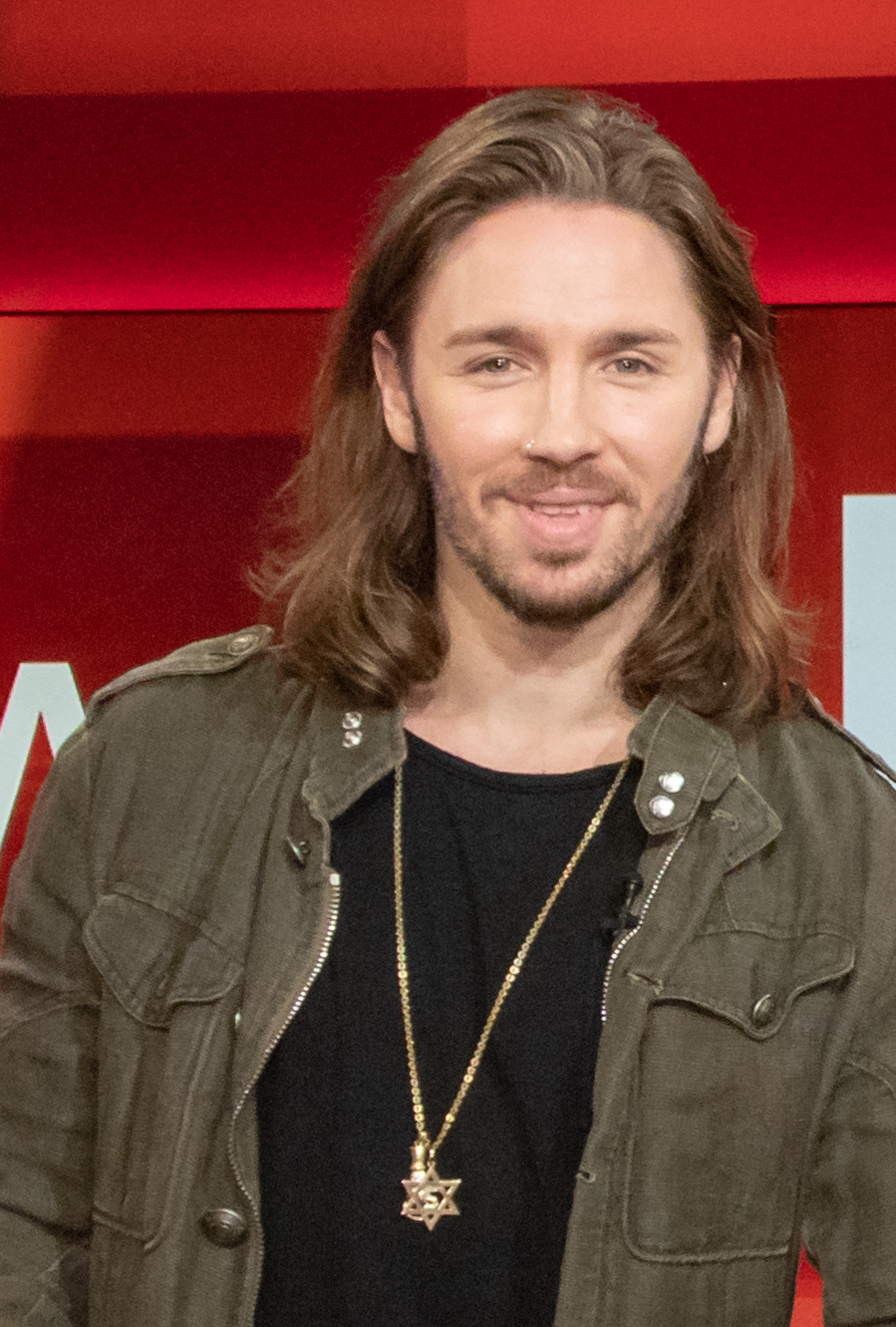
Ofarim im Jahr 2018 mit der Kette mit dem Davidstern

Gil Ofarim betrat am 4. Oktober 2021 das Leipziger Hotel Westin. Er war nach der Aufzeichnung einer Sendung des MDR, deretwegen er in Leipzig weilte, von einer für den MDR arbeitenden Frau zum Hotel gefahren worden. Nach der Ankunft habe sie sich mit Ofarim freundlich unterhalten. Eine Kette mit einem Davidstern sei ihr nicht aufgefallen, nur eine lange, braune Perlenkette, so sagte sie später vor Gericht aus.
Im Hotel befand sich Ofarim von 19:21 Uhr bis 19:45 Uhr. Dabei hatte er keine Kette mit Davidstern um. Dies bestätigte der Gutachter Dirk Labudde, der als Digitalforensiker die (tonlosen) Aufnahmen aus Überwachungskameras ausgewertet hat. Eine Kette konnte man erst ab 19:46 Uhr erkennen, als Ofarim vor dem Hoteleingang auf dem Bordstein saß. Gegen 20 Uhr nahm Ofarim ein Video auf. Ofarims Verteidiger, Alexander Stevens, wies darauf hin, dass in einem Video zwei Sekunden fehlen würden, und beklagte, dass das Hotel die Aufnahmen erst sechs Tage nach dem Vorfall herausgegeben habe. Der betreffende Sicherheitstechniker hingegen schloss die Möglichkeit aus, dass die Aufnahmen manipuliert sein könnten.
Schon im Dezember 2021 hatten die Behörden die von Ofarim behaupteten Vorgänge im Hotel nachgestellt. Die Staatsanwaltschaft kam zu der Auffassung, dass die Vorgänge nicht so stattgefunden haben konnten. Unklar sei geblieben, ob der Davidstern überhaupt sichtbar gewesen ist. Im Leipziger Prozess 2023 sagte schließlich nur ein einziger Zeuge (Nr. 3) aus, dass er die Kette mit dem Davidstern gesehen habe. Daraufhin sei Ofarim im Gerichtssaal in Tränen ausgebrochen, berichteten die Medien.

### Streit mit dem Hotelmanager
Über die Vorgänge im Hotel liegen einerseits die Aussagen Ofarims im Instagram-Video und in späteren Interviews mit Medien vor, andererseits die Aussagen von Hotelmitarbeitern und Gästen im Hotel. Unstrittig ist, dass Ofarim sich in einer Warteschlange anstellen musste. Ursache war ein Problem mit dem Gerät, das die Zimmerkarten codiert. Für Stammgäste lagen die Zimmerkarten schon bereit, darum hat der Hotelmanager diese Gäste aus der Warteschlange vorgelassen.
Der Hotelmanager, der später von Ofarim beschuldigt wurde, sagte vor Gericht aus, dass er Schmuck nur an der Hand von Ofarim wahrgenommen habe. Auch Rufe von anderen Gästen habe er nicht gehört. Dem Manager zufolge hat Ofarim sich wild gestikulierend darüber aufgeregt, dass andere Gäste ihm vorgezogen worden seien. Ofarim habe gedroht, auf seinem Zimmer ein Video aufzunehmen und darin der Welt zu verkünden, dass das Hotel ein „Scheißhotel“ sei. Der Manager habe sich bedroht gefühlt und Ofarim das Einchecken verweigert, um den Hotelfrieden zu schützen. Ofarim habe telefoniert und das Hotel verlassen. Zu keiner Zeit habe Antisemitismus eine Rolle gespielt. Laut Linda Pfleger, die für LTO schrieb, stimmte diese Darstellung im Wesentlichen mit jener der Staatsanwaltschaft überein.
Laut Yannick von Eisenhart Rothe auf t-online handelte es sich um zwei Stammgäste. Diese seien, so die Aussage des Managers, aus der Schlange heraus auf ihn zugekommen. Sie hätten um ihre Zimmerkarten gebeten, weil für sie alles bereits hinterlegt sei, und der Manager sei dem gefolgt. Kurz darauf sei Ofarim wild gestikulierend und mit dem Finger auf ihn zeigend auf ihn zugekommen. Ofarim werde der Welt zeigen, dass das Hotel ein „Scheißladen“ sei. Weil negative Bewertungen nicht zu unterschätzen seien, habe er Ofarim den Meldezettel weggenommen. Wenn Ofarim sich nicht entschuldige, werde er vom Hausrecht Gebrauch machen. Ohne Entschuldigung habe Ofarim dann das Hotel verlassen.
Sowohl Zeuge Nr. 3 als auch Zeugin Nr. 4 bestätigten, dass Ofarim eine schlechte Kritik angekündigt habe. Lautstark sei er aber nicht geworden, so Zeugin Nr. 4. Zeuge Nr. 3 sagte aus, dass Ofarim eine patzige Antwort bekam, nachdem er gefragt hatte, warum andere Gäste aus der Schlange vorgezogen wurden.
Nach dem Vorfall im Hotel telefonierte eine Produktionsassistentin des Fernsehens mit dem Hotelmanager. Sie habe nicht damit gerechnet, dass es sich um einen schweren Vorfall handeln könnte, denn der Hotelmanager habe ihr mit ruhiger Stimme das Gefühl gegeben, dass es sich um ein kleines, klärbares Problem handele. Sie könne sich nicht vorstellen, dass der Hotelmanager so reagiert hätte, wenn etwas Schlimmes vorgefallen wäre. Vom Vorwurf des Antisemitismus habe sie erst später gehört. Wie auch zwei andere Zeuginnen sagte sie aus, dass Ofarim bei der Produktion die Kette mit dem Davidstern getragen habe.

### Ofarims Video
Noch am Abend des 4. Oktober 2021 nahm Ofarim, auf dem Bordstein sitzend, ein Video auf. Erst einen Tag später veröffentlichte er es auf Instagram. Dazwischen hatte er Kontakt mit seiner Managerin. Diese sagte später aus, sie habe Ofarim geraten, die Sache intern zu klären und nicht an die Öffentlichkeit zu tragen. Sie habe Ofarim mehrmals gefragt, ob seine Beschuldigungen richtig seien. Weil Ofarim die Kette häufig trage und nicht etwa zeitweilig ablege, habe sie keine Zweifel, dass er sie (im Hotel) getragen habe.

Ofarim behauptete in dem Video, ein Manager des Hotels Westin habe ihn erst einchecken lassen wollen, wenn Ofarim seinen Davidstern verbirgt:
Einen schönen guten Abend zusammen. Ich bin sprachlos, ich weiß nicht, wie ich es sagen soll. Ich wurde in der Vergangenheit oft gefragt zum Thema Antisemitismus in Deutschland. Ich bin jetzt gerade hier in Leipzig, in einem Hotel namens Westin. Den Namen des Managers am Counter werde ich jetzt nicht nennen. Es war ein Herr W. Und es ist eine Riesenschlange, weil deren Computer down ist. Kann passieren. Alles gut, kann passieren. Aber... ich stehe hier mit meiner Kette, steht mir zu, mach ich schon mein Leben lang, und eine Person nach der anderen wird vorgezogen, und ich verstehe nicht, warum. Irgendwie... Ohne Scheiß, 15 [?] Minuten später komm ich dran und frage: Entschuldigen Sie bitte, was ist los, das ist nicht in Ordnung, warum werden alle vorgezogen? Und da sagt er, dieser Herr W.: Um die Schlange zu entzerren. Ich steh auch in der Schlange. Und da ruft einer aus der Ecke: Pack deinen Stern ein. Und da sagt der Herr W.: Packen Sie Ihren Stern ein. Und da sagt er: Wenn ich den jetzt einpacke, darf ich einchecken [...].
Das Video wurde millionenfach angeklickt und verbreitete sich viral.
In verschiedenen Interviews bis in den November 2023 bekräftigte Ofarim seine Anschuldigungen aus dem Video. Er stehe weiter dazu und würde es wieder so aufnehmen und verbreiten.
Bei der Einstellung des Verfahrens im November 2023 erklärte Ofarim, das Video gelöscht zu haben.

### Reaktionen auf das Video

Die Flagge von Israel mit dem Davidstern

Zunächst bekundeten zahlreiche Menschen in ganz Deutschland ihre Solidarität mit Ofarim. Am 5. Oktober versammelten sich dazu Hunderte Menschen vor dem Westin Hotel, nachdem das Bündnis „Leipzig nimmt Platz“ einen Aufruf veröffentlicht hatte. Auch Mitarbeiter des Hotels hätten daran teilgenommen, so die Deutsche Welle. Irene Rudolph-Kokot sagte für das Bündnis, dass der antisemitische Vorfall wütend mache, dass er nicht unwidersprochen bleiben dürfe.
Kritik löste ein Banner vor dem Westin aus, das Mitarbeiter des Hotels hochhielten. Zu sehen waren, neben dem Schriftzug des Hotels, israelische Flaggen und Halbmonde (als Symbol für den Islam). Während sächsische Vertreter der jüdischen Gemeinschaft die Wahl der Symbole nicht bewerten wollten, beschwerte sich Josef Schuster, der Präsident des Zentralrats der Juden in Deutschland darüber: „Nach der antisemitischen Anfeindung gegen einen Juden in Deutschland fällt dem Hotel nichts Anderes ein, als die israelische Flagge und Symbole des Islam auf ein Banner zu drucken.“ (Ofarim ist deutscher Staatsbürger und in München geboren. Er bezeichnet sich als säkularer Jude.)

Schuster sagte ferner auf Twitter:
„Die antisemitische Anfeindung gegen @GilOfarim ist erschreckend. So wie zu hoffen ist, dass das @westin personelle Konsequenzen zieht, hoffe ich ebenso, dass wir künftig auf Solidarität treffen, wenn wir angegriffen werden.“ #Antisemitismus
Auch Heiko Maas (SPD), Bundesaußenminister, zeigte seine Fassungslosigkeit. Er betonte: „Leipzig ist kein Einzelfall [...] Es ist an uns allen, laut und deutlich klarzumachen: Antisemitismus hat in unserem Land keinen Platz!“ Der Pianist Igor Levit schrieb, an das Hotel adressiert: „Shame on you“. Die Publizistin Lea Rosh meinte: „Juden waren in Deutschland schon mal in Hotels unerwünscht. Das war 1933. Wir fordern eine lückenlose Aufklärung und personelle Konsequenzen.“
Laut einem Sprecher der Leipziger Polizei wurde das Video gesichert, man habe es an die Staatsanwaltschaft weitergeleitet. Die mutmaßliche Aussage des Hotelmitarbeiters sei „klar antisemitisch“. Am 7. Oktober wurde bekannt, dass das Hotel damals von einer Sicherheitsfirma gesichert wurde, deren Geschäftsführer Verbindungen zur rechtsextremen Szene hatten.
Mitte Oktober 2021 gab es eine Stellungnahme der Hotelgruppe Marriott, zu der das Westin gehört: „Wir haben Kontakt zu Herrn Ofarim aufgenommen, um ihm unser tiefes Bedauern über seine Erfahrungen auszudrücken. Wir waren schockiert und betrübt, als wir das von Gil Ofarim veröffentlichte Video über das Westin Leipzig gesehen haben.“

### Zweifel an den Vorwürfen
Schon am 17. Oktober 2021 kamen Zweifel an den Aussagen des Ofarim-Videos auf. Die Bild am Sonntag und die Leipziger Volkszeitung vermuteten aufgrund von Aufnahmen von Überwachungskameras, dass Ofarim keine Kette mit Davidstern im Hotel getragen habe.
Ofarim blieb bei seiner Darstellung. Am 18. Oktober 2021 behauptete er, er habe die Kette durchgehend angehabt: „Ich trage den Stern immer.“ Er verstehe nicht, dass darüber nun debattiert werde, dass er dies plötzlich nachweisen solle, denn das sei so, als rate man einem Juden, keine Kippa zu tragen, damit ihm nichts passiere. Möglicherweise sei es zu den Beleidigungen (durch den Hotelmitarbeiter) gekommen, weil er regelmäßig mit Kette in der Öffentlichkeit auftrete. Die Videobilder (der Überwachungskameras) würden nicht alles zeigen.
Vielmehr klagte Ofarim darüber, dass andere Gäste im Westin ihn nicht unterstützt hätten. Niemand habe etwas gegen die Forderung des Hotelmitarbeiters bezüglich der Kette gesagt. Eine Entschuldigung des Hotels habe er auch nicht bekommen.

### Direkte Folgen für beide Betroffene

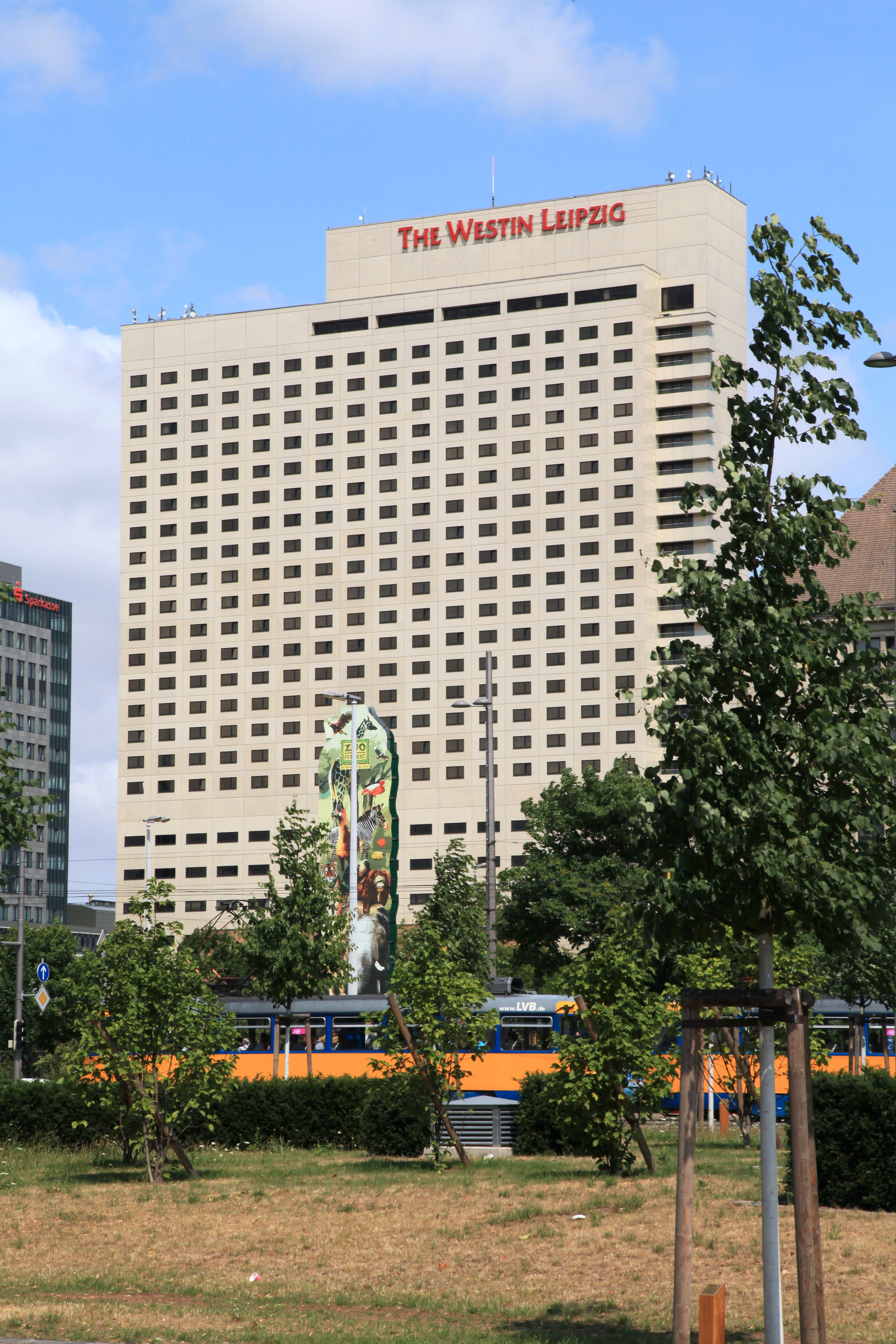
Das Hotel Westin in Leipzig

Hotelmanager W. sagte im Prozess über das Video aus, er sei entsetzt gewesen. Bekannte hätten ihn kontaktiert, aber nicht anklagend, da sie ihn kennen würden. Im Hotel hätten die Kollegen des Drucks wegen geweint. Noch am selben Tag habe er in einer E-Mail eine Morddrohung erhalten. Er sei für einige Tage an einem geheimen Ort untergetaucht, sei dauerhaft in psychologischer Behandlung und leide unter Schlaflosigkeit und Nervosität.
Die Geschäftsleitung des Hotels habe W. einen anonymen Firmenwagen gegeben und sein Klingelschild von der Tür entfernt. Er habe Leipzig verlassen und sei 10 Tage untergetaucht, so sagte er laut Focus im Prozess aus. Selbst Freunde und Familienangehörige hätten seinen Aufenthaltsort nicht gekannt.
Laut Ofarims Verteidiger Stevens ist Gil Ofarim oftmals angefeindet worden. Am 3. Juli 2023 sei Ofarim im Automatenraum einer Bankfiliale in München von einem unbekannten Mann körperlich angegriffen worden. In München seien rund 130 Verfahren eingeleitet worden und 83 in anderen Orten. Dabei handele es sich um beleidigende oder bedrohende Äußerungen in sozialen Medien oder per Direktnachricht.
Ofarim äußerte im Oktober 2021, er habe sich genau überlegt, ob er sein Video hochladen solle. Er sei sich der Brisanz des Themas und der möglichen Folgen für seine Karriere bewusst gewesen. Doch habe er mit den vielen Beleidigungen, die er seitdem erhalten habe, nicht gerechnet. Er beteuerte, dass seine Beschuldigungen gegen den Hotelmitarbeiter kein PR-Stunt seien.
Zu den wirtschaftlichen Folgen sagte die Managerin von Ofarim, die seit 2012 oder 2013 für ihn gearbeitet hat: Der Kalender sei voll gewesen. Nach dem Vorfall hätte Ofarim jedoch fast null Aufträge gehabt. Mitte 2022 kündigte sie das Management für Ofarim, die Gründe seien nicht relevant für den Prozess.

## Rechtliche Auseinandersetzungen

### Anzeigen
Am 12. Oktober 2021 stellte Gil Ofarim Strafanzeige gegen den Hotelmitarbeiter. Vorher hatte er als Zeuge gegenüber der Staatsanwaltschaft Leipzig ausgesagt. Das Hotel Westin schloss am 20. Oktober seine interne Untersuchung ab, die eine Rechtsanwaltskanzlei durchgeführt hatte. Das Hotel verhängte keine disziplinarischen Maßnahmen gegen den betreffenden Mitarbeiter. Am 22. Oktober stellte Ofarim eine zweite Strafanzeige gegen den Mitarbeiter.
Umgekehrt erhob die Staatsanwaltschaft am 31. März 2022 Anklage gegen Ofarim, während sie das Verfahren gegen den Hotelmitarbeiter einstellte. Wegen der Videoaufnahmen der Überwachungskameras zweifelte sie an den Behauptungen Ofarims. Am 21. September 2022 ließ das Landgericht Leipzig die Anklage zu und eröffnete das Hauptverfahren. Im Oktober hätte das Hauptverfahren anfangen sollen, doch wurde der Termin verschoben. Das Gericht müsse noch offene Fragen klären und habe einen Täter-Opfer-Ausgleich angeregt. Doch Ofarims Verteidiger lehnten dies ab, sie zielten darauf ab, die Unschuld Ofarims zu beweisen. Der Prozess begann schließlich am 7. November 2023.

### Prozess vor dem Leipziger Landgericht

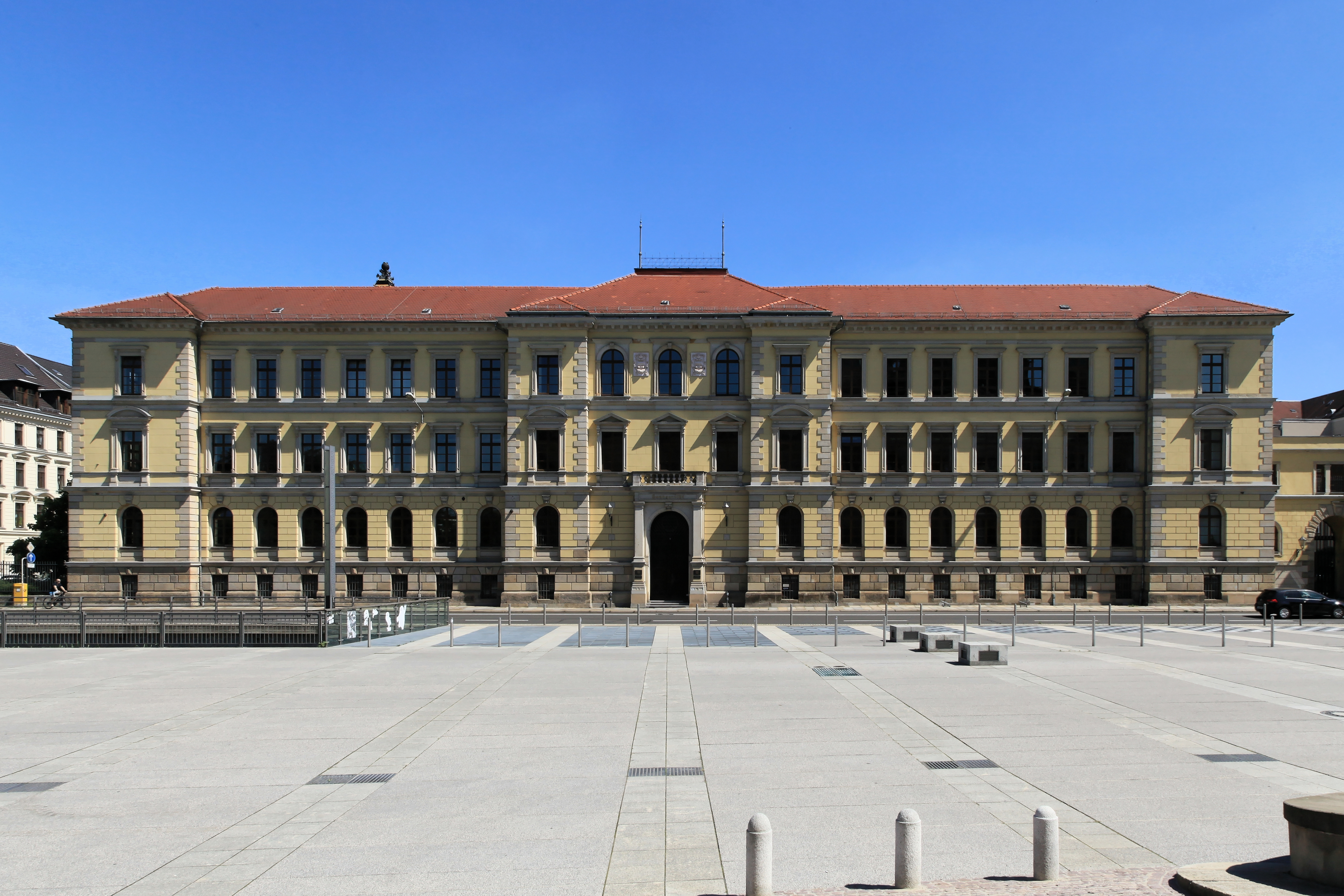
Landgericht Leipzig

Die Vorwürfe gegen Ofarim lauteten: falsche Verdächtigung, Verleumdung, Betrug, versuchter Betrug und Falschaussage an Eides statt. Die Strafe dafür wäre eine Geldstrafe oder eine Freiheitsstrafe bis zu fünf Jahren. Geplant war, 27 Zeugen und einen Sachverständigen zu laden. Das Aktenzeichen ist 6 KLS 607 Js 56884/21. Ofarim wurde durch vier Verteidiger unterstützt.
Im Prozess wies Ofarim die Vorwürfe gegen ihn zurück. Er blieb bei seiner Darstellung der Vorgänge im Hotel am 4. Oktober 2021. Verteidiger Stevens sprach von fünf Lügen in der Anklage:
- Das Hotel habe Ofarims Anschuldigungen nicht fair und unvoreingenommen untersucht.
- Es sei nicht entscheidend, ob Ofarim die Kette getragen habe, weil die behauptete Äußerung des Hotelmitarbeiters auch ohne Kette denkbar sei. Ofarim sei eine bekannte Person, welche die Kette so gut wie immer trage.
- Die Überwachungskameras hätten nicht deutlich gezeigt, dass Ofarim keine Kette getragen hat.
- Es sei abwegig, dass die Darstellung Ofarims unplausibel sei, weil geschulte Hotelmitarbeiter sich nicht antisemitisch äußern würden. Umgekehrt sei es nicht glaubhaft, dass ein Hotelmanager einem Gast das Einchecken verweigere, nur weil dieser eine negative Bewertung androhe.
- Außerdem sei die Beweislage gegen Ofarim nicht erdrückend. Stevens verglich den Fall seines Mandanten mit Fällen sexueller Belästigung, in denen es für die Opfer ebenfalls schwierig sei, dies nachzuweisen.[28]

Am zweiten Verhandlungstag erfolgte die Aussage einer Zeugin, die hinter Ofarim in der Schlange vor der Rezeption gestanden und das Geschehen mitbekommen hatte. Ihrer Aussage nach habe Ofarim „gepöbelt“. Eine antisemitische Beleidigung habe es dagegen nicht gegeben. Auch in einer kurz nach dem Ereignis erfolgten WhatsApp-Unterhaltung hatte sie Ofarims Darstellung in seinem Instagram-Video dementiert.
Ebenfalls stellte das Gericht fest, dass sich aus den Aufzeichnungen der Überwachungskameras und einem angefertigten Gutachten ergibt, dass Ofarim den Davidstern innerhalb des Hotels nicht sichtbar trug.

### Einstellung des Verfahrens
Der 28. November 2023 war der sechste Verhandlungstag. Kurz vor Beginn um 9:00 Uhr traten Ofarim und seine vier Verteidiger auf. Bald darauf verließen sie überraschenderweise mit dem Vertreter der Nebenklage (des Hotelmitarbeiters) den Saal. Nach über zwei Stunden begann der Verhandlungstag, und nach einer kurzen Einleitung des Vorsitzenden Richters, Andreas Stadler, küsste Gil Ofarim seinen Stern und sprach vier Sätze: „Die Vorwürfe treffen zu. Ich möchte mich entschuldigen. Es tut mir leid. Ich habe das Video gelöscht.“ Mit den Vorwürfen sind die Vorwürfe gegen Ofarim im Prozess gemeint, wie die Verleumdung und die falschen Behauptungen.
Die Aussage habe die Öffentlichkeit überrascht, so Linda Pfleger. Das Verfahren wurde nach Ofarims Geständnis eingestellt, weil damit der Rechtsfrieden wieder hergestellt sei und kein öffentliches Interesse mehr an einer Strafverfolgung bestehe. Eingestellt wurden auch die Verfahren wegen Betrugs und der falschen Versicherung an Eides statt, die Ofarim abgelegt hatte.
Die Kammer meinte, dass die Entschuldigung Ofarims wertvoller als ein Urteil sei: „Ein Urteil ist anfechtbar, eine Entschuldigung ist es nicht.“ Gewinnen würde der Hotelmitarbeiter durch seine volle Rehabilitierung. Gewonnen habe auch die Gesellschaft, weil sie die Wahrheit erfahren habe: „Unsere Gesellschaft kennt keine ewige Verdammnis.“ Daher habe schließlich auch Ofarim gewonnen, weil er die Chance auf einen Neuanfang habe.
Auflage ist, dass Ofarim 10.000 Euro zahlt, und zwar je zur Hälfte an die Jüdische Gemeinde zu Leipzig und an den Trägerverein des Hauses der Wannseekonferenz. Begründet wurde dies damit, dass der Kampf gegen den Antisemitismus durch Ofarims Verhalten Schaden genommen habe. Im Mai 2024 wurde die Zahlungsfrist auf Antrag Ofarims zur Vermeidung einer Neuauflage des Verfahrens bis Ende August 2024 verlängert. Die Höhe einer Entschädigung durch Ofarim für den Hotelmitarbeiter wurde nicht bekannt gemacht. Im August 2024 wurde die Zahlung der festgesetzten Geldauflagen schließlich bestätigt und das Verfahren damit endgültig eingestellt.
Im März 2025 äußerte Ofarim, dass das Video der größte Fehler seines Lebens gewesen sei, die Auswirkungen habe er unterschätzt. Laut eigener Aussage befand er sich acht Monate in einer Tagesklinik wegen einer posttraumatischen Belastungsstörung. Er sei während des Prozesses von einem Freispruch ausgegangen, habe die Schuld aber auf sich genommen, um dem ein Ende zu setzen.

## Rezeption

### Bewertung der Einigung
Linda Pfleger urteilt für LTO, dass die überraschende Einigung wohl dadurch zustande gekommen ist, weil die Zeichen auf Verurteilung standen. Der Richter könnte dies im Gespräch mit der Verteidigung angedeutet haben. Pfleger zufolge ist das Gericht „zu versöhnlich“ mit Ofarim umgegangen, denn es hätte wenigstens deutlich zusammenfassen können, „was Ofarim da angerichtet hat.“ Sie verteidigte aber den großen Aufwand des Verfahrens, weil die Lüge letzten Endes aufgedeckt und geahndet worden sei, auch wenn die Wahrheit die Steuerzahler viel Geld gekostet habe.

Es blieben viele Fragen offen, nicht zuletzt, was die Motive von Ofarim angeht, meint Pfleger. Ein Mensch, der jüdischen Glaubens sei und in seinem Leben Antisemitismus erfahren habe, solle eine antisemitische Beleidigung erfunden haben, um „ein bisschen Wartezeit-Frust Luft“ zu machen – das habe mit Respekt und Anstand nichts zu tun, sondern mit „Starallüren, einem unbefriedigten Geltungsbedürfnis und einer reichlichen Portion Egoismus“. Doch so habe er im Prozess nicht gewirkt, und so hätten auch Zeugen ihn nicht beschrieben. Ob Ofarim bewusst gewesen sei, welche Folgen sein Verhalten für diejenigen hat, die von Antisemitismus betroffen sind?
Hatte Ofarim einfach nur kein sonderlich stark ausgeprägtes schlechtes Gewissen oder trieb ihn sein Egoismus immer tiefer in den Lügenstrudel, dem er am Ende nicht mehr gewachsen war? Ob er auch nur eine Sekunde an das durch ihn verursachte Schicksal des W. gedacht hat, das von da an mit Morddrohungen, Untertauchen-Müssen und psychischen Problemen besiegelt war? An den Schaden des Hotels?
Rechtsanwalt Christian Solmecke erklärte: Die Beweislage gegen Ofarim sei wohl erdrückend gewesen, daher sei die Absprache zustande gekommen. Nach Zahlung des Geldes werde das Verfahren endgültig eingestellt, so dass Ofarim nicht als vorbestraft gelte. Ohne Verurteilung müsse er auch nicht die Gerichtskosten tragen. Die Folgen seien für Ofarim dennoch erheblich: Sein Ruf in der Öffentlichkeit sei endgültig ruiniert. Außerdem kämen allerlei Kosten auf Ofarim zu:
- die Auflage von 10.000 Euro
- Ofarims eigene Verteidigung
- das vereinbarte Schmerzensgeld für den Hotelmitarbeiter
- vermutlich die Kosten der Nebenklage (des Hotelmitarbeiters)

Ferner, so Solmecke, könnte noch das Hotel gegen Ofarim vorgehen, weil es an diesem Prozess nicht beteiligt war. Dem Hotel sind durch Rufschädigung finanzielle Verluste entstanden. Die Ansprüche des Hotels könnten in Millionenhöhe liegen, so der Merkur, und allein Gil Ofarims eigene Anwaltskosten bei 130.000 Euro.
Der Stern zitierte Einschätzungen durch Rechtsanwälte: Ofarim hatte vier Verteidiger, obwohl einer gereicht hätte, da schon am Anfang ein Geständnis absehbar gewesen sei. Je Anwalt könnte man an 30.000 bis 35.000 Euro denken, weil das Ermittlungsverfahren fast zwei Jahre gedauert habe. Die Anwaltskosten des Hotelmitarbeiters könnten sich auf 4600 Euro belaufen. Für das Hotel wiederum sei es zwar schwierig, nachzuweisen, wie viel Gewinn es wegen des Vorfalls nicht gemacht habe. Aussichtsreicher sei es, die Rufschädigung nachzuweisen.
Ofarims Verteidiger Stevens äußerte sich im Anschluss an die Einigung erfreut. Für Ofarim bedeute sie, dass er keinen juristischen Makel und keine Eintragungen ins Führungszeugnis erhalte. Formal gelte immer noch die Unschuldsvermutung.
Der Rechtswissenschaftler und CSU-Politiker Holm Putzke kritisierte in Cicero diese Äußerungen, denn gerade für Laien höre sich der Hinweis, dass die Unschuldsvermutung noch gelte, so an, als wenn der Anwalt sich von Ofarims Schuldbekenntnis abkehre. Auch Stevens’ Sprechen von taktischen Geständnissen, die es in Prozessen geben könne, höre sich nach einer Relativierung an. Geständnis und Entschuldigung blieben zwar rechtlich wirksam, verlören aber jenseits des Strafprozesses ihren Wert. Putzke kritisierte auch die Einstellung des Verfahrens an sich: Wenn die Beweisaufnahme keinen Freispruch in Aussicht stellt, dann „stehen das öffentliche Interesse an der Strafverfolgung und die Schwere der Schuld einer Einstellung in diesem konkreten Fall klar entgegen.“
Auch der Jurist Ronen Steinke (Süddeutsche) äußerte Kritik. Es stimme wohl, dass Ofarim nicht verurteilt worden sei. Das heiße aber nicht, dass das Gericht den Verdacht gegen ihn fallen gelassen habe. Die Auflage für die Verfahrenseinstellung sei nämlich laut Strafprozessordnung nur zulässig, wenn weiterhin ein aktueller Tatverdacht besteht. Untersagt sei es hingegen, von einem möglicherweise Unschuldigen eine Geldauflage zu kassieren. Dass das Gericht sich nicht mit weniger als 10.000 Euro zufriedengegeben habe, drücke „eine strafrechtliche Wertung gegenüber Gil Ofarim aus.“
Küf Kaufmann, Vorsitzender der israelitischen Gemeinde zu Leipzig, habe Ofarim von Anfang an nicht geglaubt. Er begrüße Ofarims Geständnis, auch wenn es bis dahin lange gedauert habe. Das Geld aus der Auflage sei negativ belastet, weil Ofarims Verhalten nicht koscher gewesen sei. Die Gemeinde habe sich dennoch nach langer Diskussion für die Annahme entschieden, um es für die Vertiefung und Verbreitung der interreligiösen Arbeit zu verwenden.

### Bewertung des Falles insgesamt
Der Verleumdungsversuch von Gil Ofarim wurde in der Öffentlichkeit vor allem unter zwei Gesichtspunkten besprochen: einerseits wurde eine Vorverurteilung des Hotelmanagers beklagt, die nicht zuletzt über die sozialen Medien erfolgt sei, andererseits sei zu befürchten, dass künftigen Opfern von Diskriminierung weniger geglaubt werde. Wiederholt hieß es, Ofarim habe dem Kampf gegen den Antisemitismus einen „Bärendienst“ erwiesen.
Pascal Biedenweg schrieb auf t-online, es zeuge für die Größe des Hotelmanagers, dass er die Entschuldigung angenommen hat. Allerdings: Wer schon immer gern vor einer „Antisemitismus-Keule“ gewarnt habe, sehe sich durch Ofarims Lüge nun bestätigt. Biedenweg verwies auf den Nahostkonflikt, der die antijüdische Stimmung in Deutschland schüre. Vom Hamas-Terrorangriff habe Ofarim 2021 noch nichts ahnen können, doch er hätte sich damals bewusst sein müssen, dass seine Lüge der jüdischen Community Schaden zufügt. Ofarims Verhalten, „egoistisch und verantwortungslos“, sei ein Einzelfall.
Einige Politiker und andere Prominente bedauerten öffentlich, sich seinerzeit mit Ofarim solidarisiert zu haben. Der sächsische Wirtschaftsminister Martin Dulig (SPD) erklärte sein Verhalten damit, dass er unter dem Eindruck der Antisemitismus-Meldung gestanden habe. Auch Sachsens Justizministerin Katja Meier (Grüne) bedauerte ihre „vorschnelle Einordnung in einer so komplexen Angelegenheit“ und außerdem die „besondere Belastung“ für die „Verfahrensbeteiligten“. Sie hatte im Oktober 2021 getwittert, dass der offene Antisemitismus im Westin Konsequenzen haben müsse und dass eine Entschuldigung nicht ausreiche. Die stellvertretende CDU-Vorsitzende Karin Prien sagte, es tue ihr leid, dass sie Ofarims Lüge einfach geglaubt habe. Sie bitte den Mitarbeiter und sein Hotel um Entschuldigung.
Andere wie die SPD-Politikerin Irene Rudolph-Kokot vom Bündnis „Leipzig nimmt Platz“ rechtfertigten ihr damaliges Verhalten offen: „Wir würden das immer wieder tun.“

Der Zentralrat der Juden in Deutschland veröffentlichte am Tag des Geständnisses eine Stellungnahme. Ihr zufolge verurteilt der Zentralrat das Verhalten von Gil Ofarim, der zwei Jahre lang an seiner Lüge festgehalten habe:
Neben der Öffentlichkeit hat er auch die jüdische Gemeinschaft belogen. Wir haben in unserer Gesellschaft ein Antisemitismus-Problem, viele sind gerade in der jetzigen aufgeheizten gesellschaftlichen Situation verunsichert und erleben Judenhass und Ablehnung. Es ist richtig, bei einem Antisemitismusvorwurf auf der Seite des Betroffenen zu stehen, ihm beizustehen und die Antisemitismuserfahrung zunächst nicht in Frage zu stellen. Umgekehrt darf so ein Vorwurf niemals grundlos erhoben werden. Und das ist hier leider passiert.
Burkhard Jung, SPD-Oberbürgermeister der Stadt Leipzig, sprach darüber, wie seine Stadt zu Unrecht in die antisemitische Ecke gestellt worden sei. Der üble Beigeschmack, den das Video erzeugt habe, sei mit dem Geständnis nicht einfach weg. Die Lüge dürfe dennoch nicht überdecken, dass Antisemitismus ein Problem bleibe.
Am 5. November 2021 war Jung in einer Podiumsdiskussion befragt worden, warum er sich noch nicht zum Vorfall geäußert habe: Er sei von der Unschuldsvermutung ausgegangen und habe wie Küf Kaufmann erst einmal den Westin-Manager kontaktiert. Leider seien nur wenige so bedächtig vorgegangen, weder der Zentralrat der Juden noch der stellvertretende Ministerpräsident Dulig. Aus richtiger Solidarität sei eine nicht entschuldbare Verurteilung und Verfolgung entstanden. Nico Weise von der Deutsch-Israelischen Gesellschaft Leipzig reagierte auf dem Podium entsetzt, dass es doch wichtig sei, Flagge zu zeigen. Jung entgegnete: Man könne sich generell gegen Antisemitismus stellen, ohne direkt einen Beschuldigten zu diffamieren.
Paul Linke von der Berliner Zeitung beklagte die Vorverurteilungen, zu denen Ofarims Lüge geführt hatten. Er verwies auf die Eindrücke, die sich über die sozialen Medien verbreitet hätten: „ein deutscher Jude, ein rassistischer Deutscher, Sachsen, typisch Osten, klarer Fall von Antisemitismus.“ Durch das Geständnis hätten alle gewonnen, die etwas für die Zukunft lernen könnten: Man solle Indizien nicht als Beweise einschätzen, man solle seine Wahrnehmungen auf Privilegien und Klischees abklopfen und sich gedulden, „bis ein Gericht die Wahrheit herausfindet“.